# 오노 릿카
오노 릿카(일본어: 小野 六花, 2002년 2월 14일~)는 일본의 AV 여배우이다. 《월간 FANZA》가 발표한 "이 AV 여배우가 대단하다! 2020 여름"신인 부문에서 2위를 기록했다.